# Sabbia
La sabbia (detta anche rena o arena) è un sedimento clastico dove i frammenti non sono uniti tra loro, i frammenti provengono dall'erosione di altre rocce tra le quali l'arenaria (roccia sedimentaria). Formata da granelli di dimensioni comprese tra i 2 e gli 0,06 millimetri, è il classico esempio di materiale granulare: ogni singola particella che la compone è chiamata "granulo di sabbia". La petrografia del sedimentario è la disciplina che si occupa, insieme alla sedimentologia, dello studio della provenienza dei grani di sabbia.
Nel 2017 l'aumento esponenziale di estrazione di sabbie nel mondo ha portato l'UNEP (l'agenzia specializzata dell'Organizzazione delle Nazioni Unite) a redigere un rapporto sui pericoli ambientali di questa attività.

## Composizione e formazione
In sedimentologia e in geologia il termine sabbia viene usato per indicare una precisa classe granulometrica e pertanto può essere usato come termine per definire una dimensione. Particelle più piccole della sabbia rientrano nella categoria del limo o dell'argilla, mentre particelle più grandi sono definite ciottoli o blocchi. I limiti dimensionali della sabbia sono definiti in funzione di proprietà idrodinamiche dei clasti e della natura dell'agente di trasporto, che comunemente è l'acqua, ma corrispondono grossomodo anche alle dimensioni nelle quali si frantumano i minerali, che compongono una roccia se sottoposti a processi di alterazione meccanica.
La sabbia può formarsi attraverso tre principali meccanismi:
- per erosione di rocce preesistenti, di qualunque natura;
- Per precipitazione chimica da acque sovrasature in ioni (ipersaline);
- Per accumulo di scheletri e gusci di organismi, come ad esempio le conchiglie.

Nel primo caso la composizione di una sabbia dipende dalle rocce che l'hanno generata ed è quindi strettamente legata al bacino idrografico di provenienza. In mari non tropicali la composizione della sabbia rispecchierà quella delle rocce nelle aree montuose circostanti. I minerali più comuni sono: quarzo e feldspati in sabbie chiare, magnetite, ematite e granato in sabbie scure. Quando si deposita al suolo, la sabbia dà luogo a tipiche forme, quali la duna, se trasportata dal vento, o la barra, se trasportata dalla corrente marina, e la spiaggia, se l'agente di trasporto è il moto ondoso.
In precise condizioni chimico-fisiche (forte evaporazione, scarsa circolazione, elevata quantità di ioni in soluzione), particolari grani possono precipitare direttamente dall'acqua. È il caso delle ooliti o di alcune brine che precipitano su bassi fondali in aree tropicali. Le sabbie bianchissime che caratterizzano molte isole di arcipelaghi come quello dei Caraibi, delle Seychelles o di mari a circolazione ristretta come il Mar Rosso sono composte integralmente da carbonato di calcio precipitato.
Molti organismi intrappolano il carbonato di calcio o la silice presenti in soluzione nell'acqua per sviluppare organi di sostegno e di protezione, specialmente gli invertebrati. Alla morte di questi organismi lo scheletro può conservarsi ed essere trasportato sulla spiaggia, spesso in accumuli di notevole importanza. I molluschi sono gli organismi più noti, ma molta sabbia è prodotta da alghe verdi appartenenti ai generi Halimeda e Pennicillus, da coralli e da crinoidi. Nel passato hanno costituito un'importante fonte di materiale granulare anche i foraminiferi, soprattutto nell'Eocene.

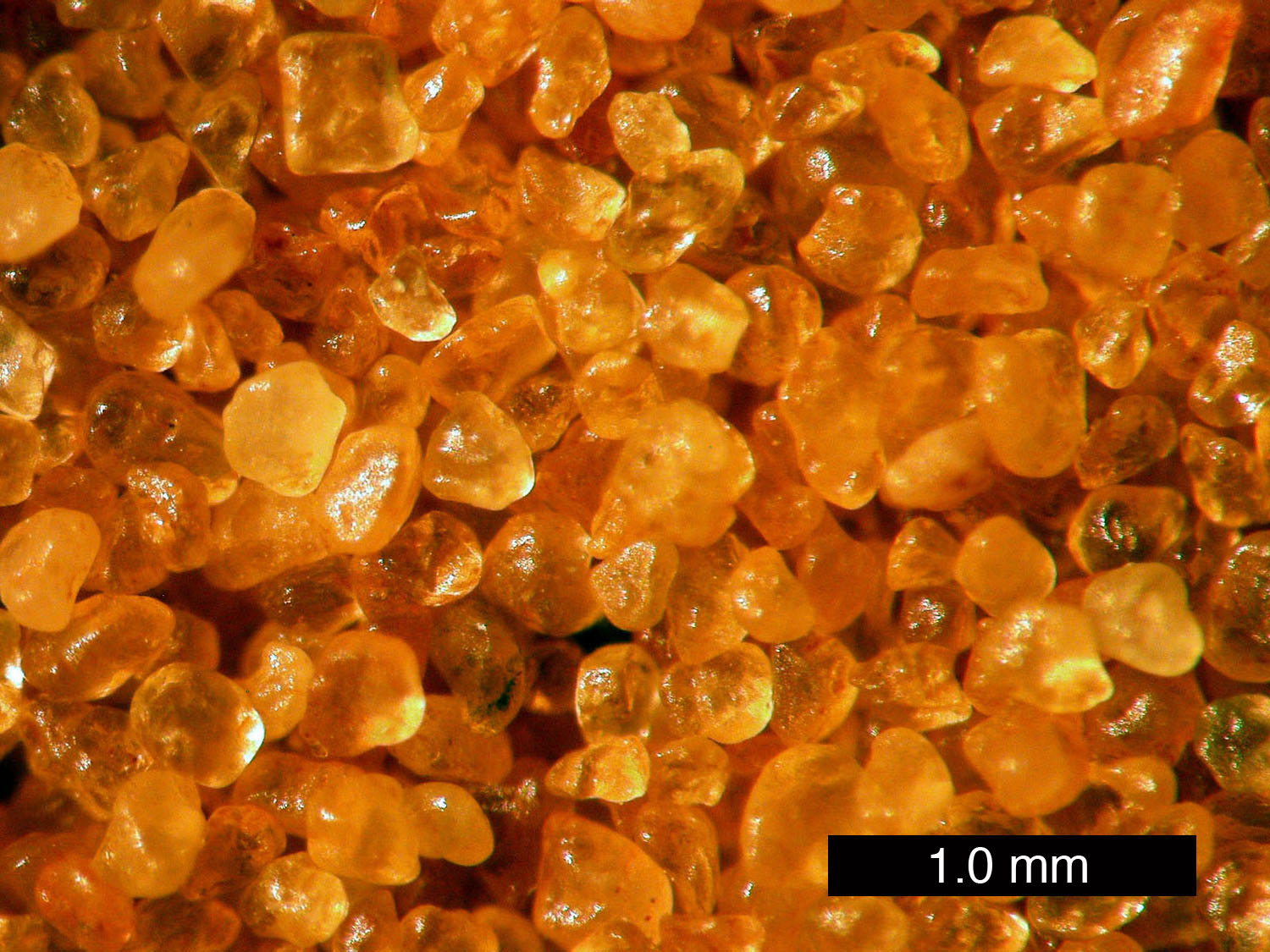
Granuli di sabbia dello Utah. La lunghezza della barra corrisponde ad un millimetro.
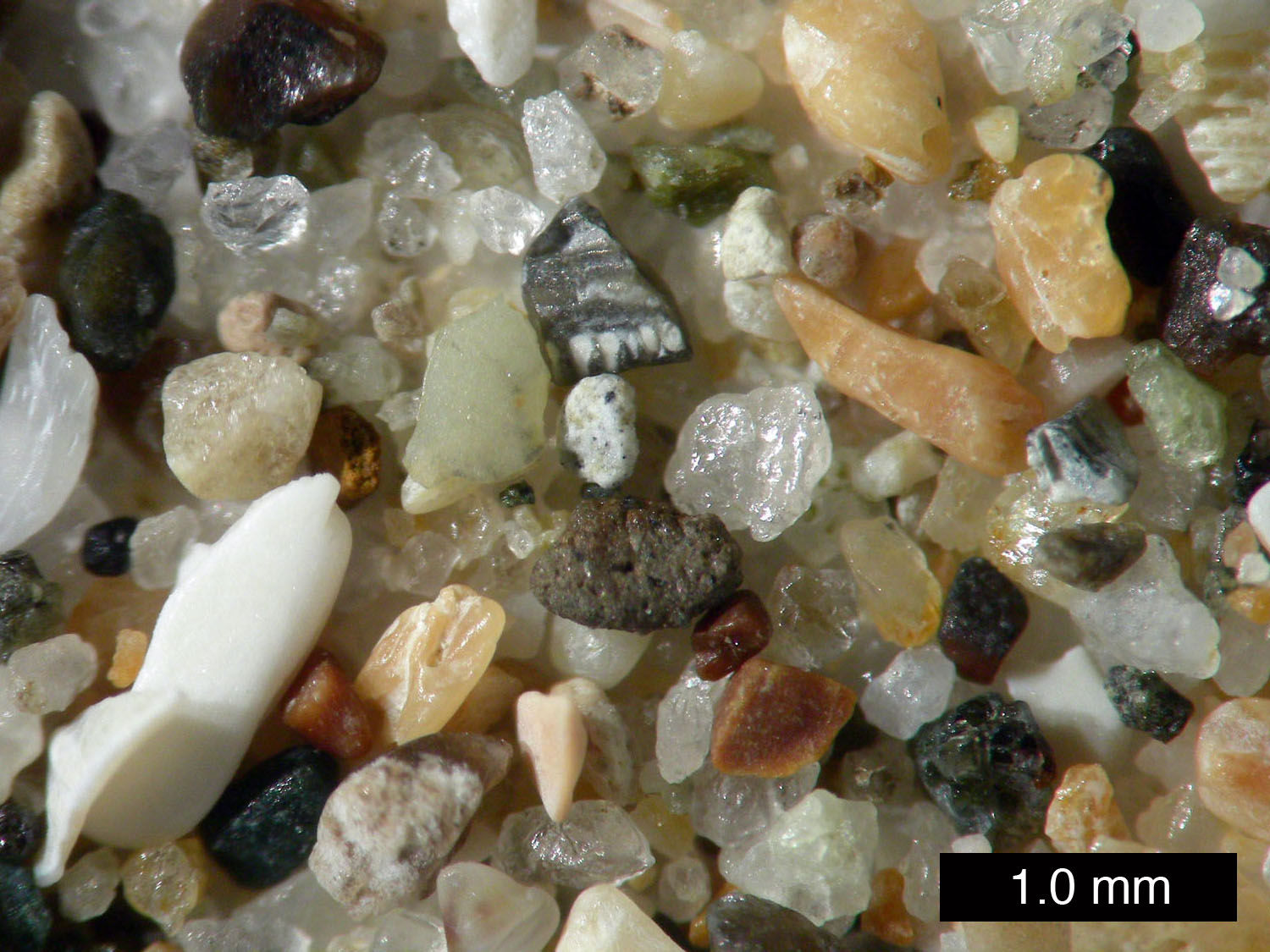
Granuli di sabbia della California
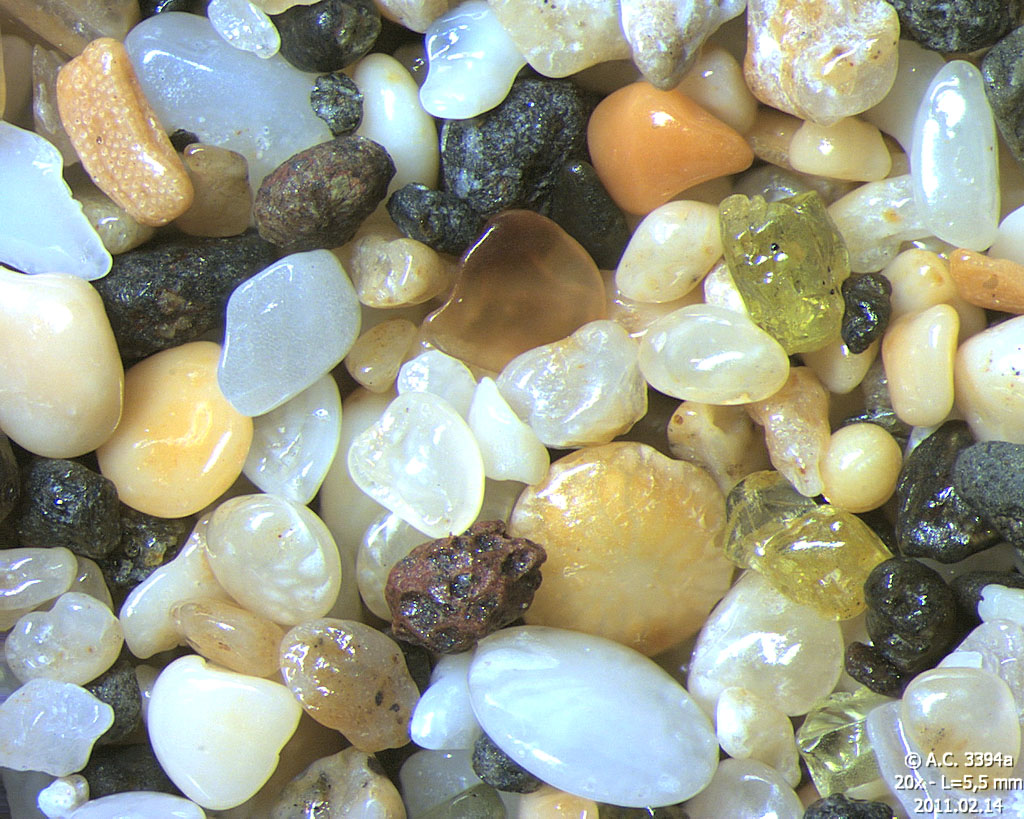
Sabbia Kalalau Beach, Hawaii (larghezza del campo = 5,5 mm). È presente qualche grano di olivina, tipica di sabbie vulcaniche.
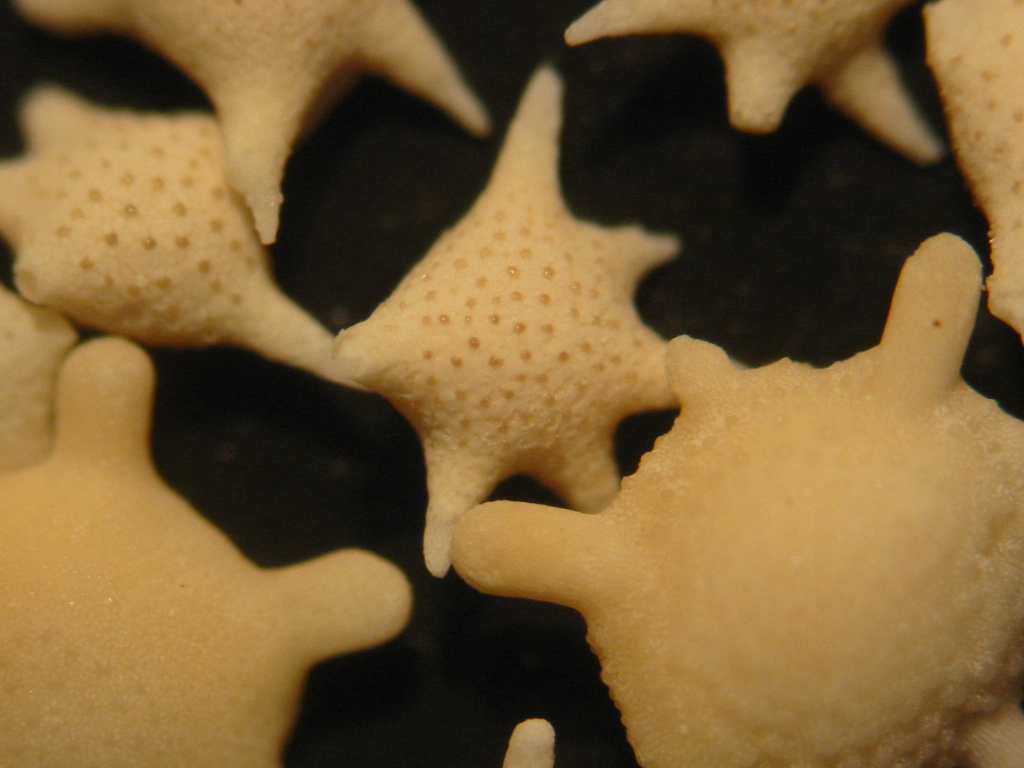
Foraminiferi a forma stellata, sono i principali componenti di questa sabbia giapponese. La foto mostra una superficie di circa 3×4 mm.
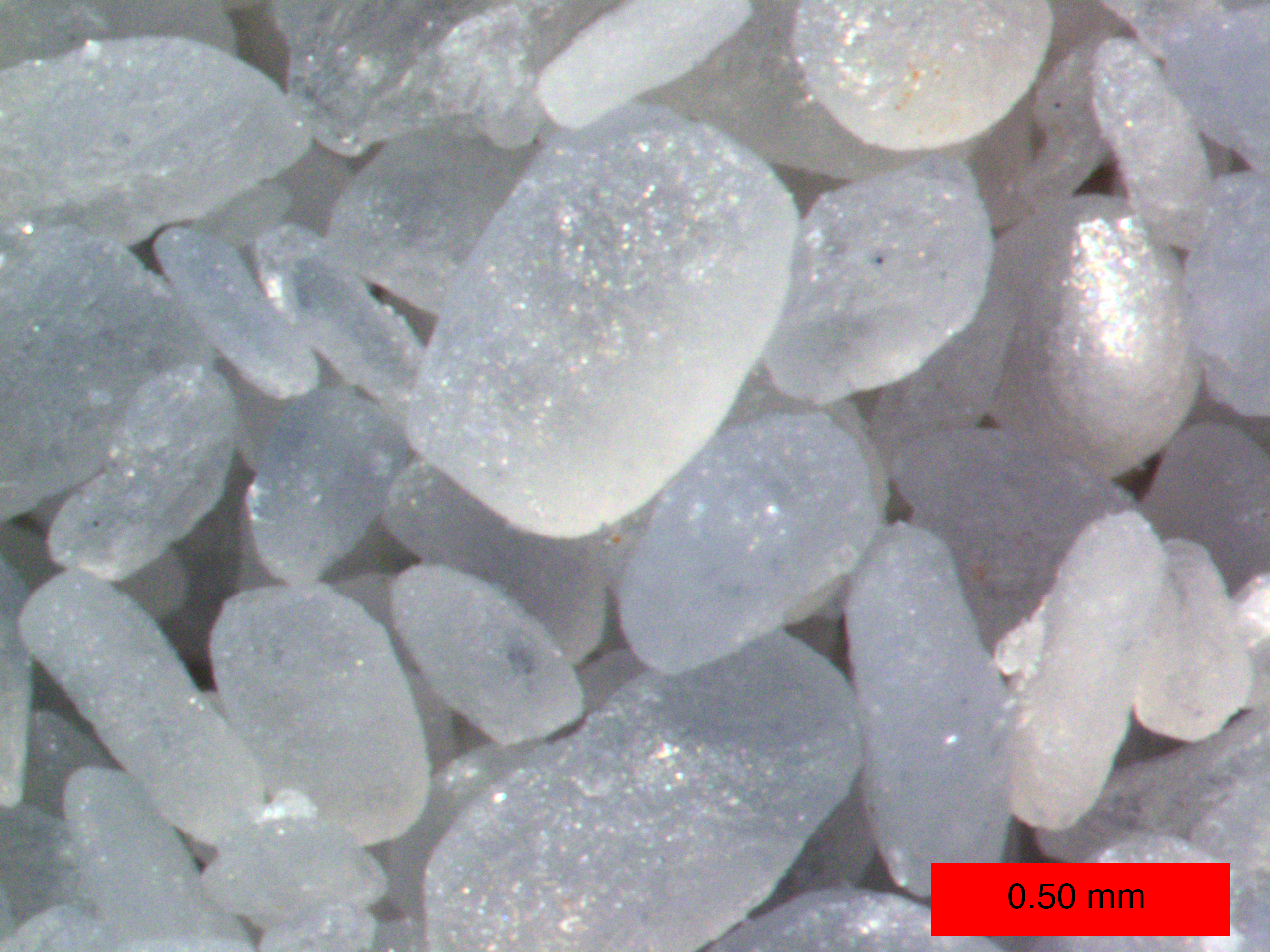
Sabbia bianca gessosa del Nuovo Messico

## Tipologie
Le sabbie possono essere suddivise sulla base di diversi criteri, ad esempio quello della composizione chimica:
- sabbia silicea;
- sabbia quarzifera;
- sabbia ferrosa;
- sabbia calcarea;
- sabbia micacea;
- sabbia glauconitica.

Le sabbie possono essere suddivise anche in base alla loro granulosità, e quindi alle dimensioni dei granelli, in: sabbie fini, sabbie medie e sabbie grossolane.

## Utilizzo

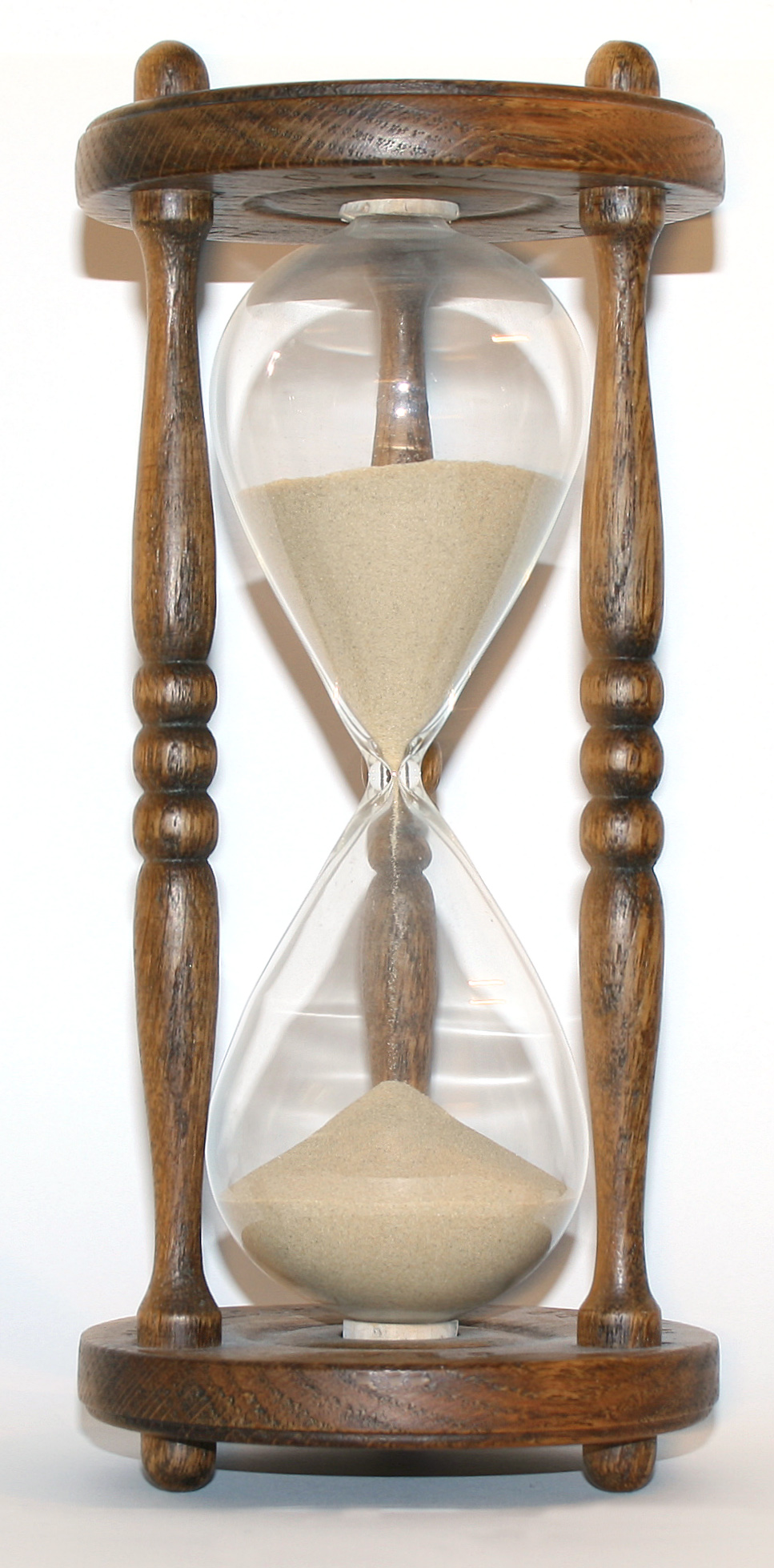
Una clessidra

Sabbie silicatiche (cioè composte da silicati), ben selezionate, prive di argilla, sono usate per la produzione del cemento. Esiste inoltre un impiego industriale da parte delle aziende che si occupano della lavorazione dei metalli: gli stampi utilizzati per le operazioni di fusione, infatti, possono essere realizzati con sabbie prerivestite di apposite resine.
Sabbie a composizione prevalentemente quarzosa sono usate come abrasivi, sabbie composte da minerali di alterazione quali le zeoliti sono ricercate per la produzione di filtri per l'acqua.
L'elevata permeabilità di un suolo sabbioso favorisce la coltivazione di quelle colture, che soffrono di un eccessivo ristagno dell'acqua: è il caso dei meloni, delle angurie e di certi tipi di viti.
Raccolta in sacchi, può essere utilizzata dal genio civile o militare per realizzare opere di difesa contro lo straripamento dei fiumi o contro esplosioni.
La sabbia ha anche un utilizzo ludico e didattico, prestandosi a essere modellata o scavata, ad esempio nelle spiagge per dar luogo a castelli di sabbia, o come fondo per sport come il Beach Volley e il Beach Tennis.
La sabbia viene anche utilizzata per la realizzazione del vetro e dei microprocessori in silicio.
La sabbia viene usata per creare le clessidre per la misurazione del tempo.
In edilizia e nel restauro si usa la sabbiatura per pulire superfici mediante un getto di aria e sabbia (più o meno fine) che asporta lo strato superficiale.

## Rischi legati
Le sabbie quarzose sono potenti abrasivi e, se respirate per periodi prolungati, possono dar luogo a infiammazioni polmonari e silicosi.
In casi eccezionali la sabbia può comportarsi come un liquido e collassare, inglobando oggetti o persone. Normalmente, perché ciò accada, è necessario che sia presente fra i grani un lubrificante, ad esempio acqua, e che la sabbia venga scossa violentemente, ad esempio ad opera di un terremoto o quando una persona ci cammina sopra. Questo fenomeno è chiamato "sabbie mobili".
Esistono anche vari tipi di allergie legate alla sabbia sia per l'apparato respiratorio e sia per la pelle.